# WTA Tour Championships 2011
Het eindejaarstoernooi WTA Tour Championships van 2011 werd gespeeld van 25 tot en met 30 oktober 2011. Het tennistoernooi vond plaats in de Turkse stad Istanbul. Het was de 41e editie van het toernooi. Er werd gespeeld op hardcourt-binnenbanen in de Sinan Erdem Dome.
Enkelspel – De acht hoogst gerangschikte speelsters van de WTA-ranglijst waren automatisch gekwalificeerd voor het toernooi. Alle deelneemsters werden onderverdeeld in twee groepen voor groepswedstrijden. De twee besten uit elke groep gingen door naar de halve finale. De Tsjechische Petra Kvitová won de finale, en mocht zich een jaar lang officieus wereldkampioen tennis damesenkelspel noemen.
Dubbelspel – In het dubbelspel maakten de vier beste dubbelteams van het afgelopen jaar onder elkaar uit wie de titel won. Hier ging het Amerikaanse koppel Liezel Huber / Lisa Raymond met de eer strijken. Zij werden voor een jaar officieus wereldkampioen tennis damesdubbelspel.
De WTA Tour Championships van 2011 trokken 70.824 toeschouwers. Het hoogste aantal in 12 jaar.

## Enkelspel

### Geplaatste speelsters
| Nr. | Speelster           | Rang | Resultaat    |
| --- | ------------------- | ---- | ------------ |
| 1.  | Caroline Wozniacki  | 1    | groepsfase   |
| 2.  | Maria Sjarapova     | 2    | groepsfase   |
| 3.  | Petra Kvitová       | 3    | winnares     |
| 4.  | Viktoryja Azarenka  | 4    | finale       |
| 5.  | Li Na               | 5    | groepsfase   |
| 6.  | Vera Zvonarjova     | 6    | halve finale |
| 7.  | Samantha Stosur     | 7    | halve finale |
| 8.  | Agnieszka Radwańska | 8    | groepsfase   |
| 9.  | Marion Bartoli*     | 9    | groepsfase   |

* Nummer negen van de WTA-ranglijst verving Maria Sjarapova nadat die, na twee wedstrijden, het toernooi wegens een blessure moest staken.

### Prijzengeld en WTA-punten
| Resultaat              | Prijzengeld      | WTA-punten |
| ---------------------- | ---------------- | ---------- |
| winnares               | R1 + $ 1.295.000 | R1 + 810   |
| finale                 | R1 + $ 435.000   | R1 + 360   |
| halve finale           | R1 + $ 35.000    | R1         |
| eerste ronde (3 zeges) | $ 455.000        | 690        |
| eerste ronde (2 zeges) | $ 340.000        | 530        |
| eerste ronde (1 zege)  | $ 225.000        | 370        |
| eerste ronde (0 zeges) | $ 110.000        | 210        |

Noten:
- R1 = de opbrengst van de eerste ronde (groepswedstrijden).
- Een foutloos parcours levert de winnares $ 1.750.000 en 1500 punten op.

### Halve finale en finale
|  | Halve finale | Halve finale    | Halve finale       | Halve finale | Halve finale |   |                    | Finale        | Finale | Finale | Finale | Finale |
|  |              |                 |                    |              |              |   |                    |               |        |        |        |        |
|  | 3            | Petra Kvitová   | 5                  | 6            | 6            |   |                    |               |        |        |        |        |
|  | 7            | Samantha Stosur | 7                  | 3            | 3            |   |                    |               |        |        |        |        |
|  | 7            | Samantha Stosur | 7                  | 3            | 3            |   | 3                  | Petra Kvitová | 7      | 4      | 6      |        |
|  |              |                 |                    |              |              |   | 3                  | Petra Kvitová | 7      | 4      | 6      |        |
|  |              | 4               | Viktoryja Azarenka | 5            | 6            | 3 |                    |               |        |        |        |        |
|  | 4            | 4               | Viktoryja Azarenka | 5            | 6            | 3 | Viktoryja Azarenka | 6             | 6      |        |        |        |
|  | 4            |                 |                    |              |              |   | Viktoryja Azarenka | 6             | 6      |        |        |        |
|  | 6            | Vera Zvonarjova | 2                  | 3            |              |   |                    |               |        |        |        |        |

| Legenda | Legenda                  |
| ------- | ------------------------ |
| Q       | Qualifier                |
| WC      | Deelname via wildcard    |
| LL      | Lucky Loser              |
| r       | Opgave / trok zich terug |
| w/o     | Walk-over                |
| Alt     | Alternate                |
| SE      | Special Exempt           |
| PR      | Protected Ranking        |
| d       | Diskwalificatie          |

### Groepswedstrijden

#### Rode groep

##### Resultaten
| Wedstrijd              | Wedstrijd | Wedstrijd               | Score       |
| ---------------------- | --------- | ----------------------- | ----------- |
| Caroline Wozniacki (1) | –         | Petra Kvitová (3)       | 4-6 2-6     |
| Caroline Wozniacki (1) | –         | Vera Zvonarjova (6)     | 2-6 6-4 3-6 |
| Caroline Wozniacki (1) | –         | Agnieszka Radwańska (8) | 5-7 6-2 6-4 |
| Petra Kvitová (3)      | –         | Vera Zvonarjova (6)     | 6-2 6-4     |
| Petra Kvitová (3)      | –         | Agnieszka Radwańska (8) | 7-64 6-3    |
| Vera Zvonarjova (6)    | –         | Agnieszka Radwańska (8) | 6-1 2-6 5-7 |

##### Klassement
| Nr. | Speelster               | Partijen w-v | Sets w-v | Games w-v |
| --- | ----------------------- | ------------ | -------- | --------- |
| 1.  | Petra Kvitová (3)       | 3-0          | 6-0      | 35-37     |
| 2.  | Vera Zvonarjova (6)     | 1-2          | 3-5      | 34-22     |
| 3.  | Agnieszka Radwańska (8) | 1-2          | 3-5      | 36-43     |
| 4.  | Caroline Wozniacki (1)  | 1-2          | 3-5      | 34-41     |

- Vera Zvonarjova, Agnieszka Radwańska en Caroline Wozniacki wonnen elk 1 match en bovendien was hun percentage gewonnen sets ook gelijk. Vera Zvonarjova kreeg echter de tweede plaats toegewezen en mocht doorgaan naar de halve finales omdat zij het hoogste percentage gewonnen games had.

#### Witte groep

##### Resultaten
| Wedstrijd              | Wedstrijd | Wedstrijd              | Score       |
| ---------------------- | --------- | ---------------------- | ----------- |
| Marion Bartoli (9)     | –         | Viktoryja Azarenka (4) | 5-7 6-4 6-4 |
| Maria Sjarapova (2)    | –         | Li Na (5)              | 64-7 4-6    |
| Maria Sjarapova (2)    | –         | Samantha Stosur (7)    | 1-6 5-7     |
| Viktoryja Azarenka (4) | –         | Li Na (5)              | 6-2 6-2     |
| Viktoryja Azarenka (4) | –         | Samantha Stosur (7)    | 6-2 6-2     |
| Samantha Stosur (7)    | –         | Li Na (5)              | 6-1 6-0     |

##### Klassement
| Nr. | Speelster              | Partijen w-v | Sets w-v | Games w-v |
| --- | ---------------------- | ------------ | -------- | --------- |
| 1.  | Viktoryja Azarenka (4) | 2-1          | 5-2      | 39-25     |
| 2.  | Samantha Stosur (7)    | 2-1          | 4-2      | 29-19     |
| 3.  | Li Na (5)              | 1-2          | 3-4      | 18-34     |
| 4.  | Marion Bartoli (9)     | 1-0          | 2-1      | 17-15     |

## Dubbelspel

### Geplaatste teams
| Nr. | Team                             | Rang | Resultaat    | Uitgeschakeld door               |
| --- | -------------------------------- | ---- | ------------ | -------------------------------- |
| 1.  | Květa Peschke Katarina Srebotnik | 1    | finale       | Lisa Raymond Liezel Huber        |
| 2.  | Lisa Raymond Liezel Huber        | 2    | winnaressen  |                                  |
| 3.  | Vania King Jaroslava Sjvedova    | 3    | halve finale | Lisa Raymond Liezel Huber        |
| 4.  | Gisela Dulko Flavia Pennetta     | 4    | halve finale | Květa Peschke Katarina Srebotnik |

### Prijzengeld en WTA-punten
| Resultaat    | Prijzengeld (per team) | WTA- punten |
| ------------ | ---------------------- | ----------- |
| winnaressen  | $ 375.000              | 1500        |
| finale       | $ 187.500              | 1050        |
| halve finale | $ 93.750               | 690         |

### Toernooischema
|  | Halve finale | Halve finale                     | Halve finale              | Halve finale | Halve finale |                              |                                  | Finale | Finale | Finale | Finale | Finale |
|  |              |                                  |                           |              |              |                              |                                  |        |        |        |        |        |
|  | 1            | Květa Peschke Katarina Srebotnik | 6                         | 6            |              |                              |                                  |        |        |        |        |        |
|  | 3            | Vania King Jaroslava Sjvedova    | 3                         | 4            |              |                              |                                  |        |        |        |        |        |
|  | 3            | Vania King Jaroslava Sjvedova    | 3                         | 4            |              | 1                            | Květa Peschke Katarina Srebotnik | 4      | 4      |        |        |        |
|  |              |                                  |                           |              |              | 1                            | Květa Peschke Katarina Srebotnik | 4      | 4      |        |        |        |
|  |              | 2                                | Lisa Raymond Liezel Huber | 6            | 6            |                              |                                  |        |        |        |        |        |
|  | 4            | 2                                | Lisa Raymond Liezel Huber | 6            | 6            | Gisela Dulko Flavia Pennetta | 6                                | 3      | [7]    |        |        |        |
|  | 4            |                                  |                           |              |              | Gisela Dulko Flavia Pennetta | 6                                | 3      | [7]    |        |        |        |
|  | 2            | Lisa Raymond Liezel Huber        | 4                         | 6            | [10]         |                              |                                  |        |        |        |        |        |

| Legenda | Legenda                  |
| ------- | ------------------------ |
| Q       | Qualifier                |
| WC      | Deelname via wildcard    |
| LL      | Lucky Loser              |
| r       | Opgave / trok zich terug |
| w/o     | Walk-over                |
| Alt     | Alternate                |
| SE      | Special Exempt           |
| PR      | Protected Ranking        |
| d       | Diskwalificatie          |